# تل پشمی
تل پشمی مربوط به سده‌های میانه دوران‌های تاریخی پس از اسلام است و در شهرستان فراشبند، بخش مرکزی، دهستان آویز، ۱ کیلومتری غرب روستای بلوط آباد واقع شده و این اثر در تاریخ ۲۷ بهمن ۱۳۸۷ با شمارهٔ ثبت ۲۴۷۳۱ به‌عنوان یکی از آثار ملی ایران به ثبت رسیده است.